# Ježevica
Ježevica (cyr. Јежевица) – wieś w Serbii, w okręgu morawickim, w mieście Čačak. W 2011 roku liczyła 1278 mieszkańców.